# Károli Gáspár Református Egyetem
Károli Gáspár Református Egyetem – węgierska szkoła wyższa zlokalizowana w Budapeszcie. Została założona w 1855 r. jako akademia teologiczna. W 1990 r. szkoła otrzymała status uniwersytetu, a od 1993 r. funkcjonuje jako Károli Gáspár Református Egyetem.